# Adélaïde de Brabant
Ne pas confondre avec Alix de Brabant († 1329), ni avec Aleyde de Brabant (c. 1233 - 1273), duchesse de Bourgogne. Le prénom Adélaïde étant la forme savante d'Aleyde ou encore d'Alix.
Adélaïde de Brabant (dite également Alix de Brabant, Aleyde de Brabant ou encore Alix de Louvain),, en néerlandais Adelheid van Brabant, née vers 1190, morte en 1265, fut comtesse de Boulogne de 1262 à 1265. Elle était fille d'Henri Ier, duc de Brabant et de Mathilde de Boulogne.

## Biographie
Elle épousa en premières noces vers 1206 Arnoul III († 1221), comte de Rieneck et de Looz.
Veuve, elle se remaria le 3 février 1225 avec Guillaume X de Clermont (1195-1247), comte d'Auvergne, de qui elle eut 3 enfants :
- Robert V (v. 1225-1277), comte d'Auvergne (1247-1277) et de Boulogne (1265-1277) ;
- Marie d'Auvergne (v. 1225-1280), x 1238 Gauthier VI Berthout (v. 1225-v. 1286), seigneur de Malines ;
- Mathilde d'Auvergne (v. 1230-1280), x av. 1255 Robert II, comte de Clermont et dauphin d'Auvergne (1273-1281).

De nouveau veuve, elle épousa en troisièmes noces en 1251 Arnould II de Wezemaal. En 1259, sa cousine Mathilde de Dammartin comtesse de Boulogne mourut, et elle fit partie des prétendants au riche comté de Boulogne, en compétition avec son neveu Henri III de Brabant, Jeanne de Dammartin, comtesse d'Aumale et cousine de la comtesse, et Saint-Louis, roi de France, neveu du premier mari de Mathilde. Finalement, le Parlement de Paris trancha en sa faveur. Elle mourut quelques années plus tard.